# Лаврикова, Вера Николаевна
Вера Николаевна Лаврикова (1918 год, станица Костромская, РСФСР) — советская колхозница, Герой Социалистического Труда.

## Биография
Родилась в 1918 году в станице Костромская ныне Мостовского района Краснодарского края. С 1936 года проживала на хуторе Красный Кут того же района, работала в местном колхозе, стала звеньевой.
В 1947 году звено Лавриковой смогло получить с каждого из 8,9 гектаров по 30,8 центнера пшеницы.
Указом Президиума Верховного Совета СССР от 6 мая 1948 года за «получение высокого урожая пшеницы при выполнении колхозом обязательных поставок и натуроплаты за работу МТС в 1947 году и обеспеченности семенами зерновых культур для весеннего сева 1948 года» Вере Лавриковой было присвоено звание Героя Социалистического Труда с вручением ордена Ленина и золотой медали «Серп и Молот».
В 1957 году вышла на пенсию.
Также награждена медалями.